# 大和未知
大和 未知（やまと みち）は、日本のシンガーソングライター。東京在住島根県松江市出身の音楽家。癒しと高揚を昇華した音楽、Healing×Pops(ヒーリングポップス)を作るアーティスト。ライブは行わないスタンスで雄大さと民族音楽のエッセンスを織り交ぜたサウンド制作活動をメインにしている。
故郷島根県では、親善大使「遣島使（けんとうし）」、日本プロバスケットボールリーグ（bjリーグ）に加盟するプロバスケットボールチーム島根スサノオマジックの名誉ブースターに任命されている。出雲市多伎村長の曾孫。

## 人物
作詞、作曲、ヴォーカル、アレンジ、ミックス、レコーディングからデザイン等アートワークまで行う。2005年CD全国デビュー。名前を改め新サウンドで2010年音楽配信デビュー。
幼少期はクラシックの流れる部屋で育つ。小学生時代には部活動への入部が学校の規則だったが、本人はピアニストを目指していたことからクラスで唯一部活動にも所属しないその理由を学級の終礼時にクラス全員の前で発表しなければならなかった。
小学校の昼休憩に音楽室へ担任の先生を呼び小さな音楽会を開いていた。授業中に机へ指圧力を鍛えるため鉛筆で丸を5つ描いたものに指を押し当てることで指の筋肉を鍛えていた。
夏の野外フェスティバル夏の虫の音の主宰者（来場者数400人）。2005年にライブ開始以降は自然災害を引き起こす地球環境問題へ音楽収益を寄付。自主レーベルFANTASIA RECORDSを立ち上げ、WWFジャパンへ電話直談判にて音楽寄付を行う。取材では歌を続ける理由について訊かれ『一番長く続けられたもの、人を繋いでくれる大事なもの』と答えている。生きる理由について訊かれ『この新時代に生きて、新しいことをぜんぶ体験したい』と語っている。

## 音楽性
ウィスパーボイス発声法を多く用いている。コーラスは本人の多重音声が特徴的。プロデューサーのアドバイスを受ける。自然と民族楽器や打楽器に惹かれ、自身のファッションや趣味のパーカッションへも強く影響している。作詞においては日課のウォーキング中に生み出す事が多い。また、基本的にはメロディ先行よりコード先行でつくることを得意としている。

## ディスコグラフィー

### ダウンロード 音楽配信
- LOVE OF HEAVEN
- 1.君を忘れてしまうほど
  - 2.WONDER FULL PLACE ：山陰ケーブルテレビ『平成23年松江市成人式』エンディングテーマ
    - 3.アイシテルを聴かせて
- 逢いたくて 逢えなくて
- BE ALIVE
- 永遠に続く詩
- 君を忘れてしまうほど -ethno-
- floating flowers
- Tohu Bohu
- RING TONE発売
- 着信音：BE ALIVE -samurai-
  - 着信音：Passion
    - 着信音：HA! HA! HA!
      - 着信音：WONDER FULL PLACE

iTunes store・Amazon Music・music.jp 
オリコンミュージックストア・Rdio・mora
・レコチョク・dミュージック・LISMO 
・うたパス・ひかりTVミュージック・LINE MUSIC
・Apple Music・replay・e-onkyo music
・Google Play Music・AWA　等世界111カ国配信。

## TV
- 2013年8月：「山陰中央テレビ」深夜番組「ナイトミュージック」にてBE ALIVEのOA。
- 2013年9月：「山陰中央テレビ」深夜番組「ナイトミュージック」にてWONDR FULL PLACEのOA。
- 2014年12月〜：「放送局ウツワ（ネットTV）」のジングル曲担当。エンディングテーマにBE ALIVE。

## 雑誌掲載
- 音楽情報誌 PRESENTE（特集４P）
- タウン報誌 Lazuda
- フロムエー関西版 （表紙）

## ライブ コンサート 出演履歴
- 2004年：都内または地方ストリートライブを開始。
- 2005年：松江水郷祭へビリケンらと出演（同時に公開ラジオ録音）  野外ライブイベント『夏の虫の音 ~Natsunomushinone~』の主宰を開始。代々木体育館ランウェイキャットウォーク。
- 2006年：FM山陰開局20周年記念イベントに出演。同ステージにエイジアエンジニア、デパペペ、木村弓らが出演。
- 2007年：松江市教育委員会主催で講演会依頼を受け、3時間トークライブへ出演。
- 2010年：アフリカシンガーNYAMA KANTE &JELIDONのメンバーに加わりキーボードを担当。  外務省主宰AFRICAN FESTA 2010横浜へ出演。同ステージに、アグネス・チャン、ゾマホン、白井貴子、仏のビクターデメ等。大阪民族学博物館のイベント『音の力』でキーボード担当。
- 2013年：ホテルオークラ『台湾建国101年記念懇親会パーティー』へ出演。

## CM
- 2011年8月：「サトウのごはん」声出演。

## 新聞
- 2005年4月：「山陰中央新報」CDデビューについて掲載。
- 2006年8月：「山陰中央新報」主宰野外イベント、夏の虫の音について掲載。
- 2007年3月：「山陰中央新報」「新しい仕事づくり」松江市支援事業実行委員会が主宰するトークライブについて掲載。
- 2007年8月：「山陰中央新報」主宰野外イベント、夏の虫の音について掲載。

## ラジオOA
- 2004年12月： FM山陰「MUSIC RADIO」
- 2004年12月：BSS山陰放送「年越し突っ走り系ラジオべるちゃんとゆかいな夜な夜なハイテンションズ」
- 2005年8月：FM山陰「Jack&Queen」
  - BSS山陰放送「超しんじないと倶楽部」松江水郷祭スペシャル特設ステージライブ公開収録
- 2005年6月：調布FM（東京）「あいぶんこ声のリサイタル」
  - エフエムたじま（兵庫） 「あいぶんこ声のリサイタル
- 2005年5月：エフエムいわぬま（宮城）、PITCH　ＦＭ（愛知）富山シティエフエム（富山）、エフエムとなみ（富山）なぎさステーション（静岡）「あいぶんこ声のリサイタル」パーソナリティ
- 2005年4月：「世田谷エフエム」堀江淳オープンサロン834
- 2005年3月：BayFM「ポカスカジャン・高尾晶子の「路上魂」
  - FMとなみ、なぎさステーション、FMたじま、FMほほえみ岩沼、飛騨高山テレ・エフエム「あいぶんこ声のリサイタル」
- 2005年2月：BSS山陰放送「スクランブル・サンデー」
  - 調布FM、pitchFM、エフエムいわぬま、FMいずも、富山シティFM「あいぶんこ声のリサイタル」
- 2011年7月： J-WAVE「HELLO WORLD」
- 2014年10月：調布FM（83.8)午後のカフェテラス
- 2015年10月：日本香堂「癒しの香ギャラリー」にて１ヶ月楽曲ヘビーローテーション